# 董源桥
董源桥，位于中国广东省梅州市五华县华城镇董源，为梅州市五华县的一个县级文物保护单位，类型为古建筑，公布时间为1994年9月。
董源桥的历史年代为明代。